# ट
Cette page contient des caractères spéciaux ou non latins. S’ils s’affichent mal (▯, ?, etc.), consultez la page d’aide Unicode.
ट, appelé tta et transcrit ṭ, est une consonne de l’alphasyllabaire devanagari.

## Représentations informatiques
Ses Unicode sont :
| formes | représentations | chaînes de caractères | points de code | descriptions                                     |
| ------ | --------------- | --------------------- | -------------- | ------------------------------------------------ |
| pleine | ट               | ट                     | U+091F         | lettre devanagari tta                            |
| morte  | ट्               | ट◌्                    | U+091F U+094D  | lettre devanagari tta, symbole devanagari virama |